# Bichal, Raichur
Bichal là một làng thuộc tehsil Raichur, huyện Raichur, bang Karnataka, Ấn Độ.